# Pamela Rodgers
Pour les articles homonymes, voir Rodgers.
Pamela Rodgers est une actrice américaine, née le 18 août 1944 à Pasadena, en Californie (États-Unis).

## Filmographie
- 1965 : Dr. Goldfoot and the Bikini Machine de Norman Taurog : Robot #12
- 1966 : Matt Helm, agent très spécial (The Silencers) : Slaymate
- 1966 : Out of Sight : Madge
- 1966 : Hey, Landlord (en) (série TV) : Theresa 'Timothy' Morgan (1966-1967)
- 1969 : The Big Cube : Bibi
- 1969 : The Maltese Bippy : Saundra
- 1971 : Suddenly Single (TV) : Beverly
- 1972 : Jigsaw (TV) : Adele Collier